# 2013년 5월
| 2013년: 1월 · 2월 · 3월 · 4월 · 5월 · 6월 · 7월 · 8월 · 9월 · 10월 · 11월 · 12월 |

| <          | 2013년 5월 | 2013년 5월 | 2013년 5월  | 2013년 5월 | 2013년 5월  | >          |
| 일         | 월         | 화         | 수          | 목         | 금          | 토         |
|            |            |            | 1 3.22 정묘 | 2 23 무진  | 3 24 기사   | 4 25 경오  |
| 5 26 신미  | 6 27 임신  | 7 28 계유  | 8 29 갑술   | 9 30 을해  | 10 4.1 병자 | 11 2 정축  |
| 12 3 무인  | 13 4 기묘  | 14 5 경진  | 15 6 신사   | 16 7 임오  | 17 8 계미   | 18 9 갑신  |
| 19 10 을유 | 20 11 병술 | 21 12 정해 | 22 13 무자  | 23 14 기축 | 24 15 경인  | 25 16 신묘 |
| 26 17 임진 | 27 18 계사 | 28 19 갑오 | 29 20 을미  | 30 21 병신 | 31 22 정유  |            |

| - 5월 30일 - 이종환(前 라디오 DJ) - 5월 18일 - 남덕우(前 국무총리) - 5월 17일 - 박영숙(前 국회의원) - 5월 7일 - 이가라시 고조(前 일본 내각관방장관) - 5월 6일 - 줄리오 안드레오티(前 이탈리아 총리) - 5월 11일 - 파키스탄 연방 하원 선거 - 5월 6일 - 말레이시아 대의원 선거 - 5월 3일 - 영국 지방선거 편집하기 |

## 2013년5월 7일(화요일)
종교
- 대한민국 성 베네딕도회 왜관수도원 신임 아빠스 선출 투표에서 박현동(블라시오) 신부가 제5대 아빠스로 선출되다.

## 2013년5월 27일(월요일)
- 국정원 여론 조작 사건에 대해 대선 직전, 경찰이 문재인 대통령 후보에게 불리한 댓글을 확인하고도 은폐, 축소 발표한 사실이 알려지다.
- 라오스에서 탈북 청소년 9명이 조선민주주의인민공화국으로 강제 북송된 것으로 알려지다.

## 2013년5월 24일(금요일)
국제
- 러시아 캄차카반도 북서쪽 해상에서 규모 8.2의 지진이 일어나다.

## 2013년5월 20일(월요일)
군사
- 조선민주주의인민공화국이 사흘에 걸쳐 동해쪽으로 단거리 미사일 6발을 발사하다.

## 2013년5월 18일(토요일)
사회
- 인천 앞바다에서 규모 4.9의 지진을 포함해 10여 차례의 지진이 일어나다.

## 2013년5월 15일(수요일)
외교
- 대한민국이 북극 현안 논의를 주도하는 정부간 협의체 북극 이사회 영구 옵서버 자격을 획득하다.

## 2013년5월 11일(토요일)
선거
- 파키스탄 연방 하원 총선에서 파키스탄 무슬림 리그 나와즈 그룹(PML-N)이 승리를 거두고 건국 이후 첫 민주적 정권 교체를 앞두게 되다.

## 2013년5월 10일(금요일)
정치
- 윤창중 대한민국 청와대 대변인이 성추행 혐의로 경질되다.

## 2013년5월 9일(목요일)
경제
- 대한민국 금융통화위원회가 기준금리를 0.25%p 내린 2.50%로 정하다.

## 2013년5월 6일(월요일)
군사
- 이스라엘이 시리아의 군사시설을 폭격하다.

선거
- 말레이시아의 하원인 대의원 총선거에서 집권 국민전선이 승리하다.

## 2013년5월 4일(토요일)
사회
- 숭례문이 방화 사건이 일어난지 5년 만에 복구 준공되다.

## 2013년5월 3일(금요일)
선거
- 2013년 영국 지방선거가 잉글랜드와 웨일스 일부지역에서 치러지다.

사회
- 서울지방검찰청이 국정원 인터넷 여론 조작 사건에 대해 국가정보원 직원과 그에 동조한 사람이 활동한 것으로 추정되는 사이트 10여곳을 압수수색하다.